# Оспанов, Хайрулла Алтынбекович
Хайрулла Алтынбекович Оспанов (3 сентября 1947, Караганда, Казахская ССР — 27 мая 2003) — казахстанский государственный деятель, министр промышленности и торговли Казахстана (1996—1997). Происходит из подрода Керней рода Каракесек племени Аргын.

## Биография
- Окончил Карагандинский политехнический институт, аспирантуру Московского горного института. Работал горным мастером производственного объединения «Карагандауголь».
- В 1972—1992 годы — младший, старший научный сотрудник, доцент, профессор Московского горного института.
- В 1990—1991 годы — советник генерального директора производственного объединения «Ростовуголь».
- В 1992—1994 годы — советник министра, начальник главного управления развития внешнеэкономических связей Министерства внешнеэкономических связей РК.
- В 1994—1996 годы — заместитель министра промышленности и торговли РК.
- В 1996—1997 годы — министр промышленности и торговли РК.
- В 1997—1999 годы — директор департамента промышленности Министерства экономики и торговли, Министерства энергетики, индустрии и торговли РК.
- В 1999—2001 годы — главный эксперт секретариата помощника Президента РК.
- В 2001—2003 годы — директор компании Oil Transport Corporation ОАО «Мангистаумунайгаз».

Автор книг «Экономическое проектирование производственных отношений», «Организация, планирование и управление природопользованием на горных предприятиях». Награжден медалью, отмечен благодарностью Президента РК.

## Убийство
19 мая 2003 года на Оспанова было совершено покушение в подъезде его дома. В результате покушения он получил огнестрельное дробовое ранение левого плеча и живота, а также резаную рану подбородка. 27 мая в реанимационном отделении больницы Актау он скончался.

## Награды и степени
Доктор экономических наук, профессор, академик Академии минеральных ресурсов Республики Казахстан.